# Anton Ignaz Müntzer
Anton Ignaz Müntzer (ur. 10 września 1659 w Głogówku, zm. 11 stycznia 1714 we Wrocławiu) – niemiecki duchowny katolicki, biskup pomocniczy wrocławski od 1708 roku. 

## Życiorys
Urodził się w 1659 roku w Głogówku. Jego rodzicami byli Paul i Hedwig Münzer. Jego brat wstąpił to zakonu Towarzystwa Jezusowego, był rektorem kolegium w Brnie. 
Anton Müntzer Uczył się w Carolinum w Nysie i Colegium Germanicum w Rzymie. Uzyskał tytuł doktora nauk teologicznych. Święcenia kapłańskie przyjął w 1685 r. Od 1692 roku był kanonikiem kapituły katedralnej we Wrocławiu. Był również dziekanem kolegiaty Św. Bartłomieja w Głogówku.
W 1706 Anton Ignaz Müntzer został rektorem seminarium duchownego. Funkcję tę pełnił do śmierci. Papież Klemens XI w 1708 mianował go biskupem pomocniczym we Wrocławiu oraz biskupem tytularnym Madaura. Sakrę biskupią przyjął rok później we Wrocławiu. Zmarł w 1714 roku.